# Edouard Longerstaey
Frederic Theodoor Edouard Longerstaey (* 14. Dezember 1919 in Rupelmonde, Ostflandern; † 28. März 1986 in Kruibeke) war ein belgischer Diplomat.

## Leben
Edouard Longerstaey war der Sohn von Berthe Ledent und Achilles Longerstaey. Er heiratete Marguerite Thooris ihre Kinder waren Patrick, Philippe und Jacques. Longerstaey trat 1946 in den auswärtigen Dienst. Er war von 1947 bis 1950 Vizekonsul im Staat New York. Von 1952 bis 1956 wurde er in Den Haag zum Botschaftssekretär zweiter Klasse befördert. Von 1956 bis 1958 wurde er in Teheran zum Botschaftssekretär erster Klasse befördert. Er war vom 1. März 1961 bis 30. Januar 1962 belgischer Botschafter in Kinshasa in der Republik Kongo. Er war von 1963 bis 1964 belgischer Botschafter in Algier in Algerien. Er war von 1965 bis 1967 Vertreter der belgischen Regierung bei den Organisationen der Vereinten Nationen in Genf. Er war von 1968 bis 1969 belgischer Botschafter in Rom in Italien. Er war von 1972 bis 1973 ständiger Vertreter der belgischen Regierung am UN-Hauptquartier. Er war vom 1. März 1977 bis 31. Mai 1985 Generalsekretär der Westeuropäischen Union. Im Mai 1985 wurde er in den Ruhestand versetzt.